# Classe Worcester (croiseur)
Pour les autres classes de navires du même nom, voir Classe Worcester.
La classe Worcester est une classe de deux croiseurs légers de l'United States Navy construits entre 1945 et 1949 et actifs jusqu'en 1958. Avec leurs contemporains, les croiseurs lourds de la classe Des Moines, ils sont les derniers croiseurs entièrement armés de canons construits par la marine américaine. Dix navires étaient prévus pour cette classe, mais seulement deux, l'USS Worcester (CL-144) et l'USS Roanoke (CL-145) sont finalement achevés. 
La disposition de la batterie principale est particulière, avec des tourelles doubles plutôt que triples, contrairement aux précédents croiseurs légers des classes Cleveland, St. Louis et Brooklyn. En dehors de la batterie principale, composée de canons de 152 mm au lieu de 127 mm, la disposition de l'armement de la classe Worcester est identique à celle des croiseurs légers de la classe Juneau, beaucoup plus petits, qui transportent 12 canons repartis sur six tourelles, trois à l'avant et trois à l'arrière, les tourelles 3 et 4 étant de type « superfiring ». Le canon de 6 pouces/47 calibres Mark 16 est un canon à double usage à chargement automatique et à angle élevé, avec une cadence de tir élevée. Les Worcester sont donc conçus pour servir de croiseurs anti-aérien comme les Juneau, mais avec des canons beaucoup plus puissants, ainsi que de croiseurs légers classiques. 
Les deux navires, derniers croiseurs légers conventionnels à servir dans la flotte, sont désarmés en 1958, et mis à la ferraille au début des années 1970. 

## Conception
La classe Worcester est conçue sur les bases de la classe Cleveland, et comme une extension des classes Atlanta et Juneau. Ils sont équipés de six tourelles à double canons de 6 pouces/47 calibres Mark 16 placées sur l'axe central du navire. Les tourelles trois et quatre sont superposées. Les navires sont également armés de 24 canons de 3 pouces/50 calibres disposés sur onze montures jumelles et deux montures simples. Le blindage est constitué d'une ceinture blindée de 3-6", d'un pont principal blindé de 3", d'un pont inférieur de 2", de cloisons de 3-4", de tourelles et de barbettes de 4", et d'un château de 6,5". Quatre chaudières Babcock & Wilcox, des turbines à vapeur et quatre arbres de transmission fournissent 120 000 shp, qui peuvent propulser ces navires à 32,75 nœuds (60,7 km/h).

## Unités de la classe
| Nom       | Numéro de coque | Chantier                                               | Image | Début de la construction | Lancement      | Commission   | Hors service     | Statut                                                                 |
| --------- | --------------- | ------------------------------------------------------ | ----- | ------------------------ | -------------- | ------------ | ---------------- | ---------------------------------------------------------------------- |
| Worcester | CL-144          | New York Shipbuilding Corporation, Camden (New Jersey) |       | 29 janvier 1945          | 4 février 1947 | 26 juin 1948 | 19 décembre 1958 | Démoli                                                                 |
| Roanoke   | CL-145          | New York Shipbuilding Corporation, Camden (New Jersey) |       | 15 mai 1945              | 16 juin 1947   | 4 avril 1949 | 31 octobre 1958  | Démoli                                                                 |
| Vallejo   | CL-146          | New York Shipbuilding Corporation, Camden (New Jersey) |       | 16 juillet 1945          |                |              |                  | Construction annulée le 8 décembre 1945, la coque est ensuite détruite |
| Gary      | CL-147          | New York Shipbuilding Corporation, Camden (New Jersey) |       |                          |                |              |                  |                                                                        |